# 裂鱯
裂鱯，為輻鰭魚綱鯰形目鱨科的其中一種，為熱帶淡水魚類，分布於亞洲湄公河及湄南河流域，體長可達12公分，棲息在河川或氾濫平原底層水域，以昆蟲、魚鱗、有機碎屑等為食，生活習性不明。

## 扩展阅读
維基物種上的相關：裂鱯